# Michael Burnham
Michael Burnham   (2226) és un personatge fictici de la sèrie Star Trek: Discovery interpretat per l'actriu Sonequa Martin-Green.
És una xenoantropòloga servint com Primer Oficial de la nau USS Shenzhou sota el comandament de la capitana Philippa Georgiou. A l'inici de la sèrie porta set anys servint en aquesta nau. En aquest càrrec s'amotina però és empresonada, destituïda del seu càrrec i condemnada a presó perpetua. Després de sis mesos de captiveri, el capità Gabriel Lorca la recluta com a especialista científic a la nau USS Discovery per ajudar-lo en l'esforç de guerra.
És germana adoptiva d'Spock, ja que és adoptada per Sarek i la seva dona Amanda després que els Klingons matessin els seus pares biològics en un atac a l'estació de recerca Doctari Alpha. Va ser la primera humana en ser alumne del Centre d'Aprenentatge Vulcanià i l'Acadèmia de Ciències Vulcanià on es va graduar com xenoantropòloga.